# 三浦純子
三浦 純子（みうら じゅんこ、1969年7月8日 - ）は、日本の女優、声優。
宮城県出身。身長154cm、体重45kg。1990年に文学座研究所に入所し、1995年から文学座座員。

## 出演作品

### 舞台
- 1992年6月5日〜14日：初舞台『かどで』（文学座アトリエ公演）[3]
- 1993年9月10日〜19日：『フエンテ・オベフーナ』（文学座アトリエ公演）
- 1993年：『ビンゴ』（劇工房ライミング、ベニサンピット）
- 1994年：『恋ぶみ屋一葉』（松竹、新橋演舞場）
- 1994年9月27日〜10月3日：『ふるあめりかに袖はぬらさじ』（文学座本公演、東京芸術劇場）
- 1995年2月2日〜19日：『絹布の法被』（本公演、サンシャイン劇場）
- 1995年8月11日〜9月9日：『怪談　牡丹燈籠』（本公演、三越劇場）
- 1996年4月20日〜5月2日：『シンガー』（本公演、紀伊國屋ホール）
- 1997年：『今日、悲別で』、『ニングル』（富良野塾、大阪・カナダ公演）
- 1997年4月27日〜6月20日：『女の一生』（本公演、地方公演）
- 1998年8月13日〜30日：『怪談 牡丹燈籠』（本公演、三越劇場） -　お竹・お松 役
- 1999年：『お侠(おきゃん)』（岡部企画、地方公演） -　笠原富貴子 役[4]
- 1999年8月13日〜29日：『ふるあめりかに袖はぬらさじ』（本公演、三越劇場）
- 2004年6月4日〜13日：『パレードを待ちながら』（本公演、紀伊國屋ホール） -　イーヴ 役[5]
- 2009年：『運転免許わたしの場合』（青年座劇場） -　ちびちゃん役[6]
- 2010年：『女の一生』（俳優座劇場）
- 2025年：『不思議の国のマーヤ』（吉祥寺シアター）[7]

### テレビドラマ
- 土曜ワイド劇場 西村京太郎トラベルミステリー 第30作 寝台特急「北斗星」殺人事件（1996年10月5日、テレビ朝日）
- 孤独のグルメ Season9 第9話    （2021年9月4日、テレビ東京） - 女将 役
- イグナイト -法の無法者- 第8話（2025年6月6日、TBS） - 住さゆり 役[8]

再現ドラマ
- 秘密のケンミンSHOW（読売テレビ）

### 映画
- 午後の遺言状（1995年6月3日、監督・脚本：新藤兼人、日本ヘラルド映画） -　ホテルのルーム係 役

### テレビアニメ
- 巌窟王（2004年10月5日 - 2005年3月29日、ヴァランティーヌ・ド・ヴィルフォール[9][10]）

### 吹き替え
※（）役名、〔〕俳優名
海外ドラマ
- ER緊急救命室シーズンXIV #2（ジョアンナ）〔アニー・キャンベル〕
- おまかせアレックス（ハンナ・マーキュリー）
- カリフォルニア・ドリーム
- 新・アンタッチャブル（デイジー）※原題：The Untouchables
- ハイスクールウルフ（マーシー）
- ロズウェル - 星の恋人たち（コートニー・バンクス）〔サラ・ダウニング〕

### CM
- 『大人の休日倶楽部』JR東海